# Cranioleuca albiceps
A Cranioleuca albiceps a madarak (Aves) osztályának verébalakúak (Passeriformes) rendjébe és a fazekasmadár-félék (Furnariidae) családjába tartozó faj.

## Rendszerezése
A fajt Alcide d’Orbigny és Frédéric de Lafresnaye írta le 1837-ben, a Synallaxis nembe Synallaxis albiceps néven.

## Alfajai
- Cranioleuca albiceps albiceps (Orbigny & Lafresnaye, 1837)
- Cranioleuca albiceps discolor Zimmer, 1935[2]

## Előfordulása
Dél-Amerikában az Andokban, Bolívia és Peru területén honos. Természetes élőhelyei a szubtrópusi és trópusi hegyi esőerdők. Állandó nem vonuló faj.

## Megjelenése
Testhossza 15 centiméter, testtömege 13-17 gramm.

## Életmódja
Ízeltlábúakkal táplálkozik.

## Természetvédelmi helyzete
Az elterjedési területe nem nagy, egyedszáma viszont stabil. A Természetvédelmi Világszövetség Vörös listáján nem fenyegetett fajként szerepel.